# Station Mimurodo
Station Mimurodo (三室戸駅,  Mimurodo-eki) is een spoorwegstation in de Japanse stad Uji. Het wordt aangedaan door de Uji-lijn. Het station heeft twee sporen, gelegen aan een enkel eilandperron.

## Treindienst

### Uji-lijn
| 1 | ■ | richting Rokujizō en Chūshōjima |
| 2 | ■ | richting Uji                    |

## Geschiedenis
Het station werd in 1917 geopend. Vanaf 1918 tot 1921 en 1943 tot 1947 was het station gesloten.

## Stationsomgeving
- Uji-rivier
- Mimurodo-tempel
- Happy Rokuhara (supermarkt)
- Graftombe van Uji no Wakiiratsuko (zoon van keizer Ōjin)
- Al Plaza (supermarkt)
  - McDonald's
  - Tsutaya
- Daiki (bouwmarkt)

Chūshojima · Kangetsukyō · Momoyama-Minamiguchi · Rokujizō · Kowata · Ōbaku · Mimurodo · Uji